# Chorisoneura thalassina
Chorisoneura thalassina es una especie de cucaracha del género Chorisoneura, familia Ectobiidae. Fue descrita científicamente por Shelford en 1913.
Habita en Perú.